# Milan Kundera
Milan Kundera (thường được phiên âm Việt hóa là Mi-lan Kun-đê-ra, 1 tháng 4 năm 1929 – 11 tháng 7 năm 2023) là một nhà văn Tiệp Khắc, hiện mang quốc tịch Pháp. Tác phẩm nổi tiếng nhất của ông là tiểu thuyết Đời nhẹ khôn kham.

## Tiểu sử
Ông sinh ra trong một gia đình trí thức trung lưu, cha là Ludvik Kundera (1891-1971). Ludvik Kundera là học trò của nhà soạn nhạc Séc Leoš Janáček, hiệu trưởng Học viện Âm nhạc Janáček tại Brno từ năm 1948 đến 1961. Cha Kundera là người thầy dạy đàn piano đầu tiên của ông. Sau này Kundera cũng theo học nhạc lý. Tham khảo và ảnh hưởng âm nhạc có thể tìm thấy trong các tác phẩm của ông, thậm chí ông còn đưa các nốt nhạc vào giữa các trang viết của mình.
Ông tốt nghiệp trung học tại Brno năm 1948. Sau đó ông theo học văn học và mỹ học tại Khoa Nghệ thuật tại Đại học Karlova ở Praha, nhưng chỉ sau hai học kỳ, ông chuyển sang Khoa Điện ảnh tại Học viện Nghệ thuật biểu diễn Praha, ban đầu ông đăng ký học đạo diễn và viết kịch. Năm 1950 ông bị buộc dừng học vì các lý do chính trị. Sau khi tốt nghiệp vào năm 1952, ông được bổ nhiệm làm giảng viên văn học thế giới tại Khoa Điện ảnh. Kundera thuộc về thế hệ những người Séc mà tuổi trẻ không được trải qua nền cộng hòa trước thế chiến. Ý thức hệ của họ bị ảnh hưởng nặng bởi Chiến tranh thế giới thứ hai và tình trạng quân Đức chiếm đóng. Vì vậy, năm 1948, khi còn rất trẻ, ông tham gia thành lập Đảng Cộng sản Tiệp Khắc. Năm 1950, ông và nhà văn Jan Trefulka bị khai trừ khỏi đảng vì lý do "chống đảng". Trefulka miêu tả sự kiện này qua tiểu thuyết Pršelo jim štěstí (1962) của ông; Kundera thì dùng sự kiện này như nguồn cảm hứng cho chủ đề chính tiểu thuyết Žert (Lời đùa cợt) ông viết năm 1967. Ông được tái kết nạp vào đảng năm 1956 và lại bị khai trừ năm 1970. Kundera cùng nhiều nghệ sĩ, trí thức Séc bị lôi cuốn vào sự kiện Mùa xuân Praha 1968 – giai đoạn cải cách chính trị ngắn ngủi bị đè bẹp bởi cuộc xâm lăng của Xô Viết vào tháng 8 năm 1968. Đây là thời điểm ông rút lui hoàn toàn khỏi đời sống văn hóa Séc.
Ông định cư ở Pháp từ năm 1975 và trở thành công dân Pháp từ năm 1981.
Ông qua đời sau một thời gian bệnh tật kéo dài tại Paris vào ngày 11 tháng 7 năm 2023, thọ 94 tuổi. Ông được coi mình là một nhà văn Pháp và khẳng định tác phẩm của anh ấy nên được nghiên cứu như Văn học Pháp và được phân loại như vậy trong các cửa hàng sách.

## Sự nghiệp sáng tác
Trong Žert (Lời đùa cợt - 1967), tiểu thuyết đầu tay, Kundera mang đến một cái nhìn châm biếm về tính chất toàn trị của chủ nghĩa cộng sản. Và cũng bởi những phê phán của ông đối với chế độ Xô Viết và sự xâm lăng đất nước ông của họ năm 1968, Kundera đã bị đưa vào sổ đen và tác phẩm bị cấm lưu hành chỉ một thời gian ngắn sau khi Liên Xô chiếm đóng Tiệp Khắc. Năm 1975, Kundera di tản sang Pháp, sau đó ông viết Kniha smíchu a zapomnění (Sách cười và lãng quên - 1979), cuốn tiểu thuyết mô tả những công dân Séc đối phó với chế độ Xô Viết bằng nhiều cách khác nhau. Cuốn sách là sự kết hợp khác lạ của tiểu thuyết, các truyện ngắn và những suy tư tán rộng của tác giả. Đó là tác phẩm thiết lập thời kỳ hậu lưu vong của tác giả.
Năm 1984, ông xuất bản Nesnesitelná lehkost bytí (bản dịch tiếng Việt: Đời nhẹ khôn kham), tác phẩm nổi tiếng nhất. Ở tiểu thuyết này tác giả suy tư về sự mong manh của kiếp người, ai cũng chỉ sống cuộc đời mình một lần duy nhất và cũng có thể là đã chẳng sống tí nào. Ở đây không có chỗ cho sự lặp lại, kinh nghiệm, thử nghiệm và sai lầm. Năm 1988, đạo diễn người Mỹ Philip Kaufman làm bộ phim cùng tên với kịch bản chuyển thể từ tác phẩm này, bộ phim này (The Unbearable Lightness of Being) không mấy thành công. Kundera cực kỳ thất vọng về bộ phim và sau đó ông không cho phép chuyển thể bất kỳ tiểu thuyết nào của ông nữa. Năm 1990, Kundera xuất bản Nesmrtelnost (Sự bất tử), đây là tiểu thuyết cuối cùng ông viết bằng tiếng Séc, mang tinh thần thế giới và suy tư triết học dày đặc (và ít tính chính trị) hơn các tác phẩm khác. Đây cũng được xem là tác phẩm đánh dấu giai đoạn cuối cùng trong hành trình sáng tạo của tác giả.
Kundera luôn nhấn mạnh con người tác giả của mình với tư cách là một nhà tiểu thuyết, không phải là nhà văn phản kháng hay nhà hoạt động chính trị. Bình luận chính trị đã dần biến mất trong tác phẩm của ông (đặc biệt từ Sách cười và lãng quên). Phong cách tiểu thuyết của Kundera chủ yếu ảnh hưởng bởi các tiểu thuyết của Robert Musil và văn xuôi của Friedrich Nietzsche. Nguồn cảm hứng của Kundera không chỉ đến từ thời kỳ Phục hưng với François Rabelais và Giovanni Boccaccio, mà còn cả từ Laurence Sterne, Henry Fielding, Denis Diderot, Robert Musil, Witold Gombrowicz, Hermann Broch, Franz Kafka và Martin Heidegger. Ông còn tán rộng suy tư nhiều về chủ đề âm nhạc, phân tích dân ca Séc, trích dẫn từ Béla Bartók đến Leoš Janáček. Theo hướng này, xa hơn nữa, Kundera còn trích cả nốt nhạc xen giữa văn bản tiểu thuyết (ví dụ trong Lời đùa cợt), hoặc tranh luận về Arnold Schoenberg và hệ 12 âm.
Ở giai đoạn đầu, ông viết bằng tiếng Séc. Từ năm 1993, ông viết tiểu thuyết bằng tiếng Pháp. Từ 1985 đến 1987, ông xem lại và sửa cùng dịch giả bản tiếng Pháp các tác phẩm giai đoạn đầu của mình. Kết quả là tất cả các bản dịch tiếng Pháp các tác phẩm của ông đều có chứng nhận chất lượng của chính tác giả.

## Giải thưởng
- 1973: Giải Médicis cho tiểu thuyết nước ngoài
- Năm 1985 ông nhận giải Jerusalem. Bài diễn văn nhận giải này của ông được in trong cuốn tiểu luận L'art du Roman (Nghệ thuật tiểu thuyết).
- Năm 1987 ông được trao Giải quốc gia Áo cho Văn học châu Âu. Cũng có những tin đồn ông được đề cử giải Nobel văn học.
- 1993: Giải Thời nay
- 2001: Giải thưởng lớn Văn học của Viện Hàn lâm Pháp

## Tác phẩm
- Žert (Lời đùa cợt - 1967)
- Směšné lásky (Những mối tình nực cười - 1968)
- Život je jinde (Cuộc sống không ở đây - 1969)
- Jakub a jeho pán: Pocta Denisu Diderotovi (Jacques và người thầy - 1975)
- Valčík na rozloučenou (Điệu valse giã từ - 1976)
- Kniha smíchu a zapomnění (Sách cười và lãng quên - 1979)
- Nesnesitelná lehkost bytí (Đời nhẹ khôn kham - 1984)
- L'art du roman (Nghệ thuật tiểu thuyết - 1985)
- Nesmrtelnost (Sự bất tử - 1990)
- Les testaments trahis (Những di chúc bị phản bội - 1992)
- La Lenteur (Chậm rãi - 1993)
- L'Identité (Căn cước - 1998)
- L'Ignorance (Vô tri - 2000)
- Le Rideau (Bức màn - 2005)

## Các bản dịch tiếng Việt
- Sự bất tử, Ngân Xuyên giới thiệu và dịch, tạp chí Văn học nước ngoài số 1-1996.
- Nghệ thuật tiểu thuyết, Nguyên Ngọc dịch, Nhà xuất bản Đà Nẵng, 1998
- Sự bất tử. Chậm rãi. Bản nguyên, Ngân Xuyên dịch (từ tiếng Nga và tiếng Pháp), lời bạt của Nguyên Ngọc, Nhà xuất bản Văn học và Trung tâm Văn hóa Ngôn ngữ Đông Tây, 1999
- Tiểu luận, Nguyên Ngọc dịch, Nhà xuất bản Văn hóa Thông tin và Trung tâm Văn hóa Ngôn ngữ Đông Tây, 2001 (gồm "Nghệ thuật tiểu thuyết" và "Những di chúc bị phản bội")
- Đời nhẹ khôn kham, Trịnh Y Thư dịch, 2002
- Cuộc sống không ở đây, Cao Việt Dũng dịch, Hà Nội:Nhà xuất bản Văn hóa Thông tin và Trung tâm Văn hóa Ngôn ngữ Đông Tây, 2003 (phụ lục: Francois Ricard, "Cách nhìn nhận của quỷ Satan")
- Điệu valse giã từ, Cao Việt Dũng dịch từ bản tiếng Pháp của Francois Kerel, Hà Nội:Nhà xuất bản Hội Nhà Văn và Trung tâm Văn hóa Ngôn ngữ Đông Tây, 2004
- Những mối tình nực cười, Cao Việt Dũng dịch, Hà Nội:Công ty Nhã Nam và Nhà xuất bản Văn học, 2009.
- Vô tri, Cao Việt Dũng dịch, Hà Nội:Công ty Nhã Nam và Nhà xuất bản Văn học, 2010.
- Lễ hội của vô nghĩa, Nguyên Ngọc dịch, Hà Nội:Công ty Nhã Nam và Nhà xuất bản Văn học, 2015